# Crai Nou

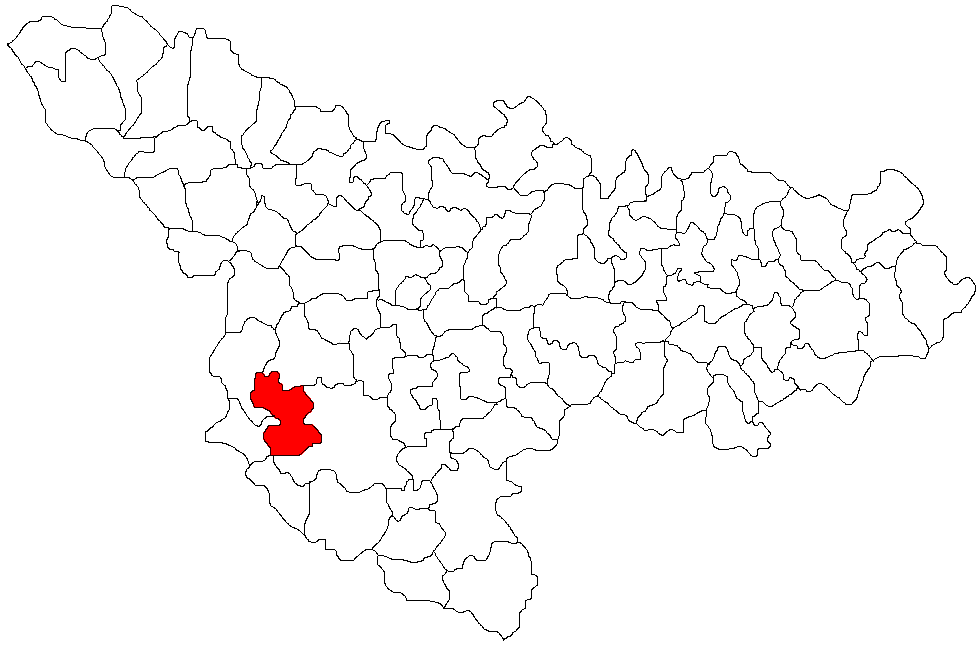
Lage der Gemeinde Giulvăz im Kreis Timiș

Crai Nou (serbisch Нови Крај Novi Kraj, ungarisch Belsőmajor) ist ein Dorf im Kreis Timiș, Banat, Rumänien. Crai Nou wurde 1924–1926 auf dem Areal des Dorfes Rudna von Rumänen aus dem Apuseni-Gebirge und aus dem serbischen Banat gegründet. Crai Nou gehört zur Gemeinde Giulvăz.

## Geografische Lage
Crai Nou liegt am rechten Temeschufer, im Südwesten des Kreises Timiș, in 8 Kilometer Entfernung von Giulvăz und 42 Kilometer von Timișoara.

## Nachbarorte
| Giulvăz   | Rudna                                       | Macedonia |
| Foeni     | Kompassrose, die auf Nachbargemeinden zeigt | Ciacova   |
| Grăniceri | Gad                                         | Dolaț     |

## Geschichte
Crai Nou wurde nach dem Ersten Weltkrieg (1924–1926) gegründet, durch die Ansiedlung von rumänischen Kolonisten aus dem Apuseni-Gebirge und aus dem serbischen Banat auf dem Areal des Dorfes Rudna. Viele der ersten Siedler konnten sich nicht an das Leben in der Ebene anpassen und zogen zurück in die Berge. 1954 war Crai Nou noch Teil des Dorfes Rudna. Später wurde es ein eigenständiges Dorf.
Nach dem Zweiten Weltkrieg wurde die Bevölkerung entlang der rumänisch-jugoslawischen Grenze von der rumänischen Staatsführung nach dem Zerwürfnis Stalins mit Tito und dessen Ausschluss aus dem Kominform-Bündnis als Sicherheitsrisiko eingestuft. Aus diesem Grund erfolgte am 18. Juni 1951 die Deportation in die Bărăgan-Steppe unabhängig von der ethnischen Zugehörigkeit. Die rumänische Führung bezweckte zugleich den einsetzenden Widerstand gegen die bevorstehende Kollektivierung der Landwirtschaft zu brechen. Als die Bărăganverschleppten 1956 heimkehrten, erhielten sie die 1945 enteigneten Häuser und Höfe zurückerstattet. Der Feldbesitz wurde jedoch kollektiviert. Die Bewohner von Crai Nou waren auch von der Deportation betroffen.

## Demografie
| 1941 | 874 | 860 | 7  | 4 | 3 |
| 1966 | 795 | 790 | 3  | 2 | - |
| 1977 | 735 | 723 | 10 | 2 | - |
| 2002 | 523 | 520 | 1  | ? | ? |